# Liste der Staatsoberhäupter von Benin
Dies ist eine Liste der Liste der Staatsoberhäupter von Benin (bis 1975 Dahomey genannt) seit der Unabhängigkeit 1960.

## Republik Dahomey (1960–1975)
| Nr. | Bild | Name (Lebensdaten)                     | Amtsbezeichnung                     | Partei         | Amtszeit          | Amtszeit                      |
| Nr. | Bild | Name (Lebensdaten)                     | Amtsbezeichnung                     | Partei         | Beginn            | Ende                          |
| --- | ---- | -------------------------------------- | ----------------------------------- | -------------- | ----------------- | ----------------------------- |
| 1.  |      | Hubert Maga (* 1916; † 2000)           | Präsident                           | RDD            | 1. August 1960    | 27. Oktober 1963 (abgesetzt)  |
| –   |      | Christophe Soglo (* 1909; † 1983)      | Präsident der Übergangsregierung    | Militär        | 27. Oktober 1963  | 25. Januar 1964               |
| 2.  |      | Sourou-Migan Apithy (* 1913; † 1989)   | Präsident                           | RDD            | 25. Januar 1964   | 27. November 1965             |
| –   |      | Justin Ahomadégbé (* 1917; † 2002)     | Übergangspräsident                  | RDD            | 27. November 1965 | 29. November 1965             |
| –   |      | Tahirou Congacou (* 1913; † 1994)      | Übergangspräsident                  | RDD            | 29. November 1965 | 22. Dezember 1965 (abgesetzt) |
| 3.  |      | Christophe Soglo (* 1909; † 1983)      | Präsident                           | Militär        | 22. Dezember 1965 | 19. Dezember 1967 (abgesetzt) |
| –   |      | Jean-Baptiste Hachème (* 1929; † 1998) | Präsident des Revolutionskomitees   | Militär        | 19. Dezember 1967 | 20. Dezember 1967             |
| –   |      | Maurice Kouandété (* 1932; † 2003)     | Staatschef                          | Militär        | 20. Dezember 1967 | 21. Dezember 1967             |
| –   |      | Alphonse Alley (* 1930; † 1987)        | Staatschef                          | Militär        | 21. Dezember 1967 | 17. Juli 1968                 |
| 4.  |      | Émile Derlin Zinsou (* 1918; † 2016)   | Präsident                           | parteilos      | 17. Juli 1968     | 10. Dezember 1969 (abgesetzt) |
| –   |      | Maurice Kouandété (* 1932; † 2003)     | Personalchef der Armee              | Militär        | 10. Dezember 1969 | 13. Dezember 1969             |
| –   |      | Paul-Émile de Souza (* 1930; † 1999)   | Präsident der Verwaltung            | Militär        | 13. Dezember 1969 | 7. Mai 1970                   |
| –   |      | Hubert Maga (* 1916; † 2000)           | Präsident des Präsidentschaftsrates | RDD            | 7. Mai 1970       | 7. Mai 1972                   |
| –   |      | Justin Ahomadégbé (* 1917; † 2002)     | Präsident des Präsidentschaftsrates | RDD            | 7. Mai 1972       | 26. Oktober 1972 (abgesetzt)  |
| 5.  |      | Mathieu Kérékou (* 1933; † 2015)       | Präsident                           | Militär / PRPB | 26. Oktober 1972  | 30. November 1975             |

## Volksrepublik Benin (1975–1990)
| Nr.  | Bild | Name (Lebensdaten)               | Amtsbezeichnung | Partei | Amtszeit          | Amtszeit     |
| Nr.  | Bild | Name (Lebensdaten)               | Amtsbezeichnung | Partei | Beginn            | Ende         |
| ---- | ---- | -------------------------------- | --------------- | ------ | ----------------- | ------------ |
| (5.) |      | Mathieu Kérékou (* 1933; † 2015) | Präsident       | PRPB   | 30. November 1975 | 1. März 1990 |

## Republik Benin (ab 1990)
| Nr.  | Bild | Name (Lebensdaten)               | Amtsbezeichnung | Partei      | Amtszeit      | Amtszeit      |
| Nr.  | Bild | Name (Lebensdaten)               | Amtsbezeichnung | Partei      | Beginn        | Ende          |
| ---- | ---- | -------------------------------- | --------------- | ----------- | ------------- | ------------- |
| (5.) |      | Mathieu Kérékou (* 1933; † 2015) | Präsident       | PRPB        | 1. März 1990  | 4. April 1991 |
| 6.   |      | Nicéphore Soglo (* 1934)         | Präsident       | RB          | 4. April 1991 | 4. April 1996 |
| (5.) |      | Mathieu Kérékou (* 1933; † 2015) | Präsident       | FARD-Alafia | 4. April 1996 | 6. April 2006 |
| 7.   |      | Boni Yayi (* 1951)               | Präsident       | parteilos   | 6. April 2006 | 6. April 2016 |
| 8.   |      | Patrice Talon (* 1958)           | Präsident       | parteilos   | 6. April 2016 | amtierend     |